# Hydrelia rufinota
Hydrelia rufinota là một loài bướm đêm trong họ Geometridae.